# Pithara
Pithara is een plaats in de regio Wheatbelt in West-Australië.

## Geschiedenis
Bij aanvang van de Europese kolonisatie was de streek een grensgebied door verschillende aboriginesstammen en clans bewoond. De oostelijke Badimia en Galamaia Aborigines en de zuidwestelijke Amangu, Yued en Balardong Nyungah Aborigines maakten er allen gebruik van de natuurlijke water- en voedselbronnen.
De naam Pithara verscheen voor het eerst in 1907 op een kaart. Het was afgeleid van de aboriginesnaam voor een nabijgelegen waterbron. De betekenis ervan is niet gekend.  Michael Leahy was op 6 augustus dat jaar de eerste die er een kavel grond werd toegewezen. Zijn broer William en neef Jack vestigden zich vervolgens ook in de streek. In 1913 werd beslist een nevenspoor langs de spoorweg tussen Wongan Hills en Mullewa nabij de waterbron de naam Hettie te geven. In 1914 werd er een dorp nabij het nevenspoor gesticht dat dezelfde naam kreeg. De plaatselijke bevolking was daartegen en in december 1914 werd de dorpsnaam naar Pithara veranderd.
Tegen 1917 was er een klein dorpje ontstaan. Er was een winkel gestart om de landbouwers te bedienen die er hun producten naar het nevenspoor brachten om naar de stad vervoerd te worden. Op 8 november 1915 werd een schooltje geopend en in 1916 een hotel. In 1918 werd een gemeenschapshuis (En: Town Hall) gebouwd met materiaal van een verlaten goudmijndorp. Het gemeenschapshuis werd vervangen door een nieuw in 1931 maar bleef nog dienen als eetzaal tot het in 1956 werd afgebroken.
In de jaren 1920 bleef het dorpje groeien. Er kwamen nog winkels bij, een postkantoor, een bakkerij, een groenten- en zadelwinkel, een beenhouwerij en een hoefsmid. Er werd een kunstvereniging opgericht, een golfbaan aangelegd en een bankfiliaal geopend. De crisis van de jaren 30 zorgde voor moeilijkheden bij de bouw van het nieuwe gemeenschapshuis. Het nieuwe gemeenschapshuis werd voor onder meer bals, vergaderingen en misvieringen gebruikt. Vanwege de Japanse dreiging werd tijdens de Tweede Wereldoorlog een munitiedepot en legerafdeling in Pithara gevestigd.
In 1960 brandde de bakkerij af en werd niet meer heropgebouwd. In 1986 sloot het schooltje vanwege een tekort aan leerlingen. Het gemeenschapshuis sloot in 1999 door een tekort aan activiteiten en inkomsten en werd in 2009 net niet afgebroken.

## Beschrijving
Pithara ligt in het landbouwdistrict Shire of Dalwallinu. Pithara is een verzamel- en ophaalpunt voor de oogst van de graanproducenten uit de streek die bij de Co-operative Bulk Handling Group aangesloten zijn.
In 2021 telde Pithara 129 inwoners, tegenover 341 in 2006.

## Toerisme
Pithara heeft een speedway-baan. Ze is gelegen aan het McIntosh Park waar in 1921 de eerste vliegtuigcrash van een commerciële vlucht in West-Australië plaats vond. Het park werd vernoemd naar de piloot die het vliegtuig bestuurde.
Aan de Petrudor Rocks ligt een picknick-plaats waar men kan wandelen en wilde bloemen bekijken.
De Heritage Wattle Trail is een 88 kilometer lange toeristische autoroute door de streek, tussen Pithara en Petrudor Rocks.

## Transport
Pithara ligt langs de Great Northern Highway, 240 kilometer ten noordoosten van Perth, 214 kilometer ten oosten van Jurien Bay en 164 kilometer ten noorden van Northam. De N3-busdienst van Transwa tussen Perth en Geraldton stopt enkele keren per week aan de Westfarmers Store in Pithara.
Over de spoorweg tussen Northam en Geraldton, via Goomalling, Wongan Hills, Dalwallinu en Mullewa, rijden geen reizigerstreinen meer, maar wel nog graantreinen naar de havens.

## Klimaat
Pithara kent een warm steppeklimaat, BSh volgens de klimaatclassificatie van Köppen. De gemiddelde jaarlijkse temperatuur bedraagt er 18,5 °C en de gemiddelde jaarlijkse neerslag ligt rond 351 mm.

## Galerij

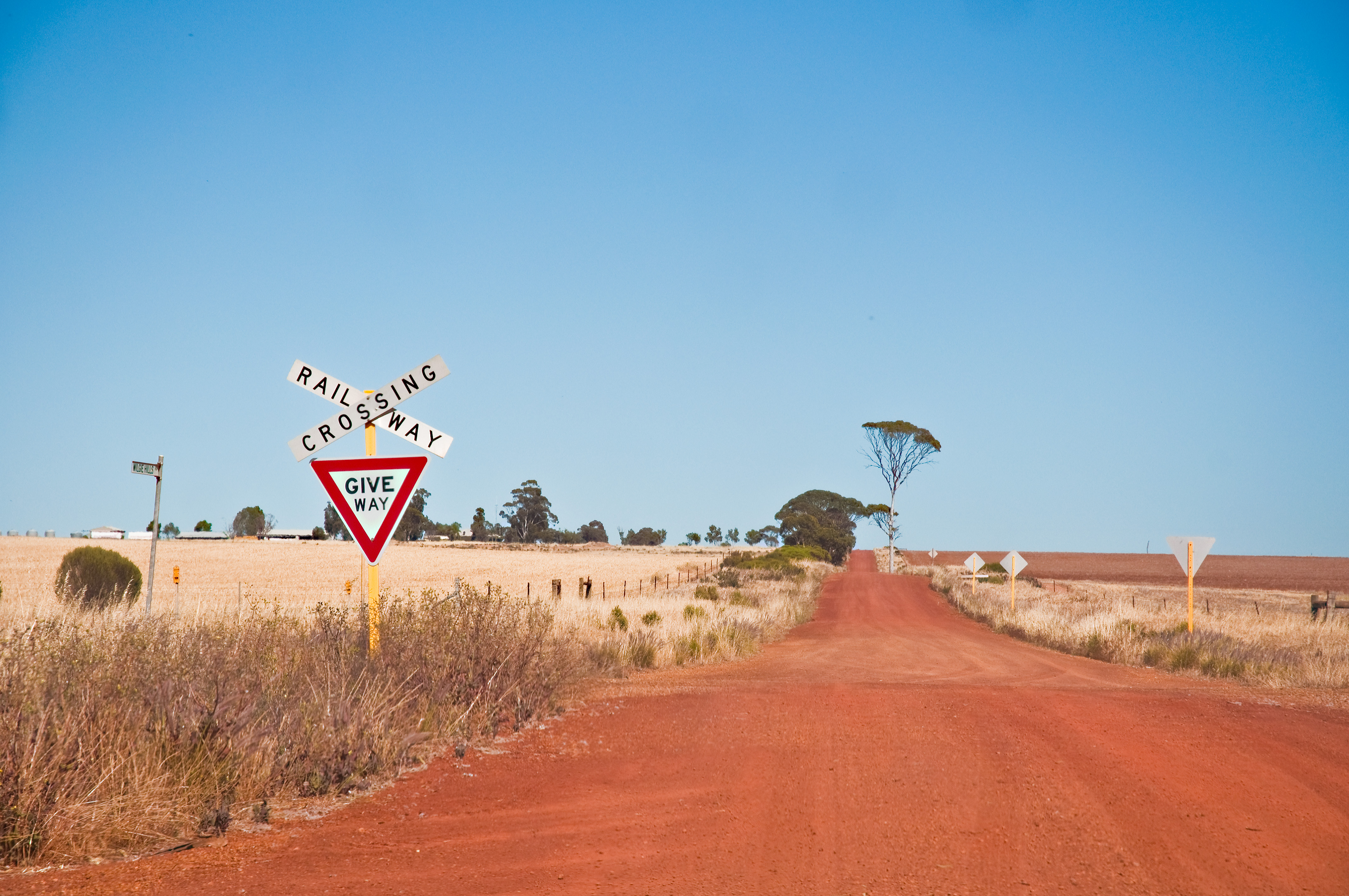
omgeving Pithara
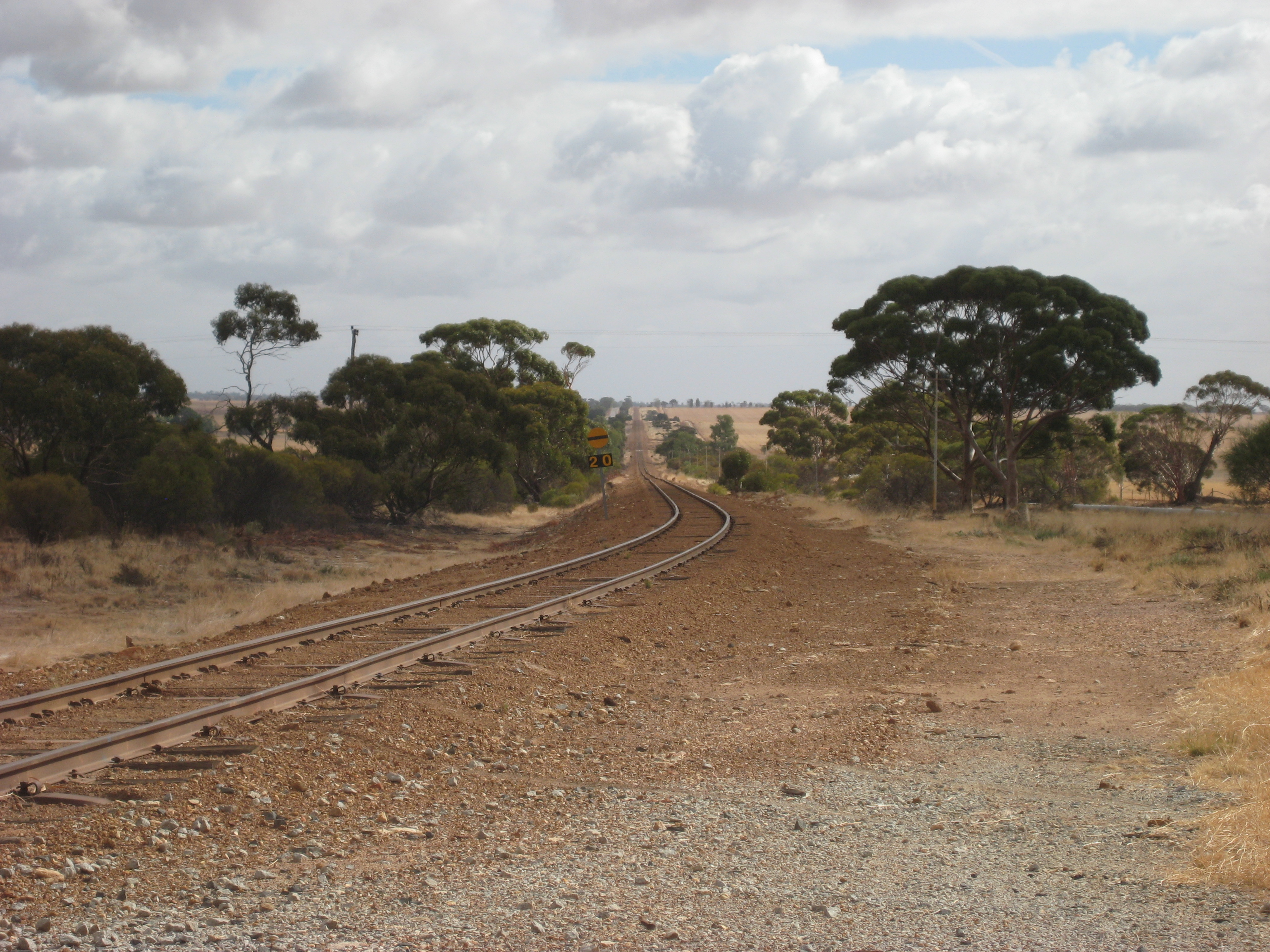
spoorweg Wongan Hills - Mullewa
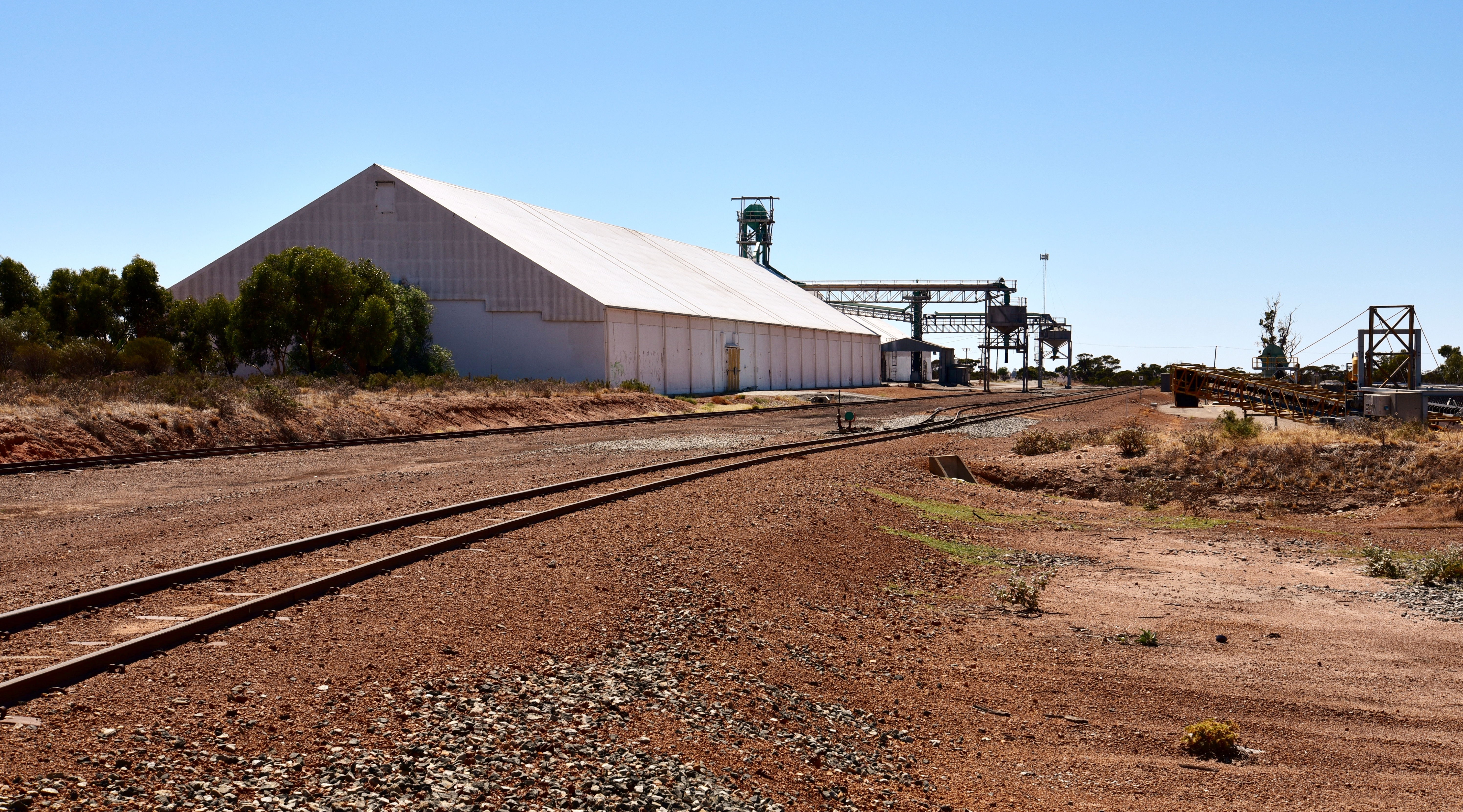
graanoverslag CBH Group
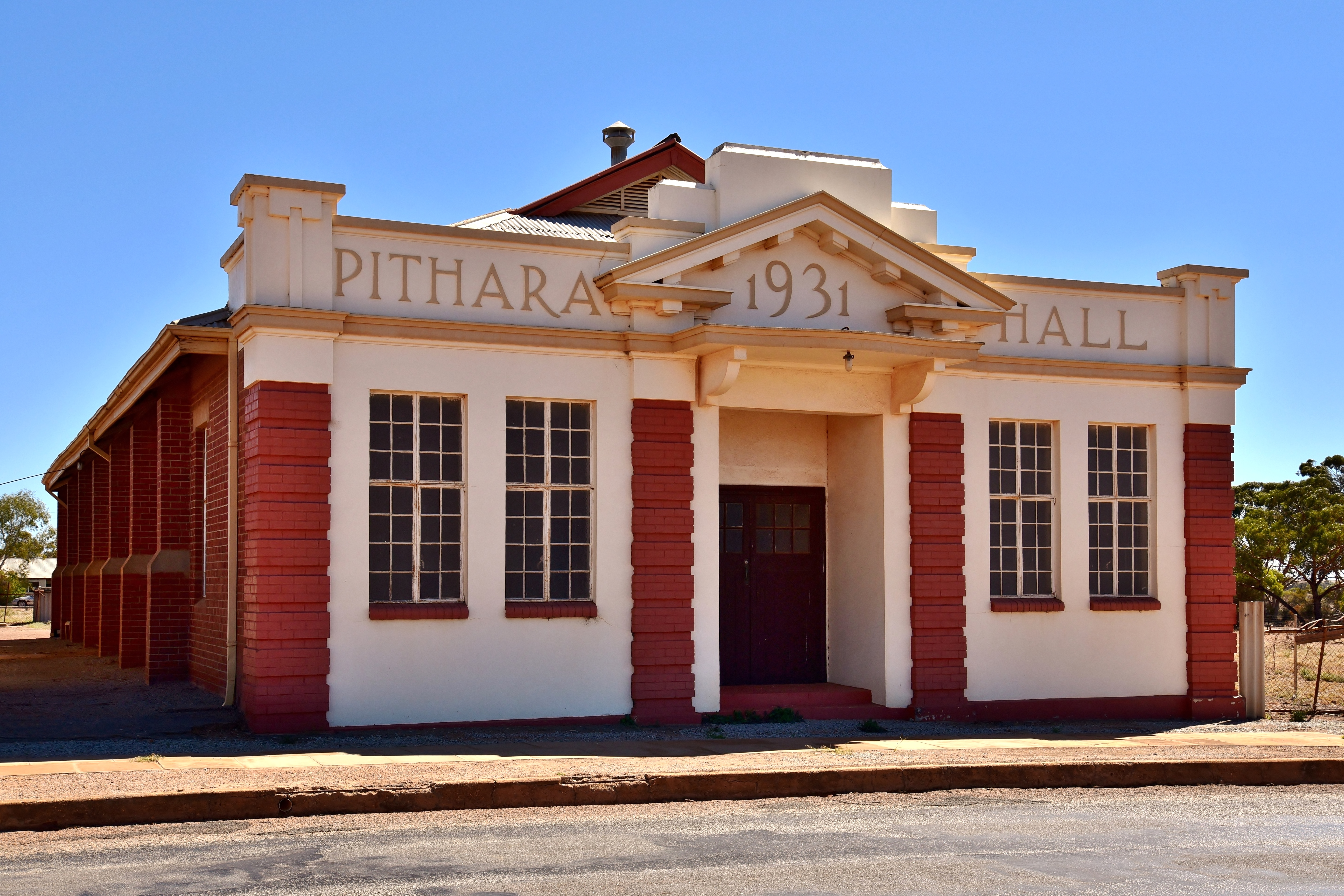
gemeenschapshuis uit 1931
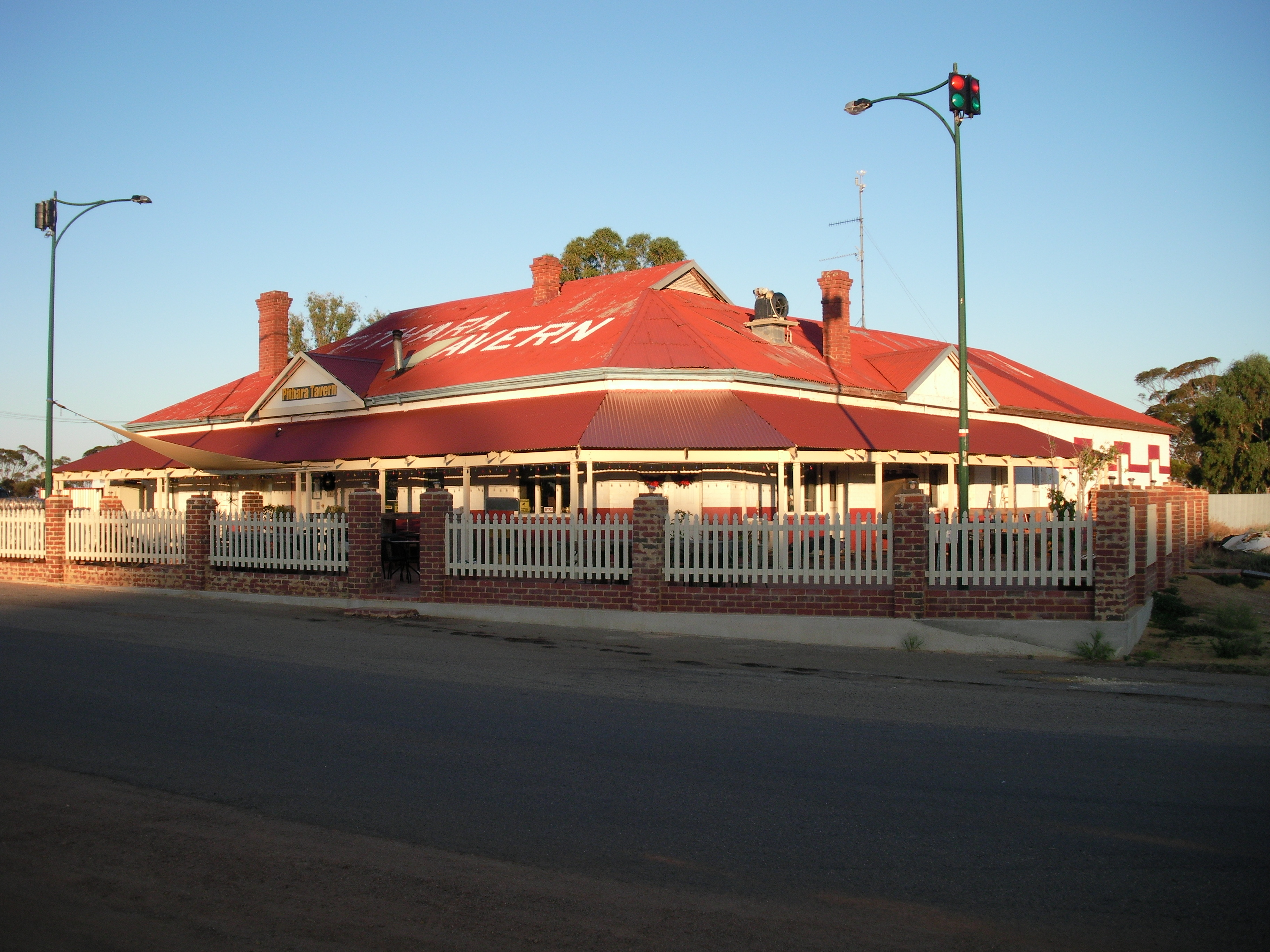
hotel/taverne

Aldersyde · Amery · Ardath · Arthur River · Baandee · Babakin · Badgingarra · Badjaling · Bailup · Bakers Hill · Balkuling · Ballaying · Ballidu · Beacon · Beenong · Beermullah · Bejoording · Belka · Bencubbin · Bendering · Benjaberring · Beverley · Bilbarin · Bindi Bindi · Bindoon · Bodallin · Bolgart · Bonnie Rock · Boolading · Booraan · Brookton · Bruce Rock · Bullaring · Bullfinch · Bulyee · Bungulla · Buntine · Burakin · Burracoppin · Cadoux · Calingiri · Campion · Caraban · Carrabin · Cataby · Cervantes · Chandler · Chittering · Clackline · Cold Harbour · Congelin · Coomberdale · Copley · Corrigin · Cowcowing · Crossman · Cuballing · Culbin · Cunderdin · Dalwallinu · Dandaragan · Dangin · Darkan · Dattening · Dongolocking · Doodlakine · Dowerin · Dudinin · Dumbleyung · Duranillin · Dwarda · Ejanding · Elabbin · Erikin · Gabbin · Gingin · Goomalling ·  Grass Valley · Greenhills · Guilderton · Gwambygine · Harrismith · Highbury · Hines Hill · Holt Rock · Hyden · Jelcobine · Jennacubbine · Jennapullin · Jitarning · Jurien Bay · Kalannie · Karlgarin · Kellerberrin · Kondinin · Kondut · Koojan · Koolyanobbing · Koorda · Korbel · Korrelocking · Kukerin · Kulin · Kulja · Kulyaling · Kunjin · Kununoppin · Kweda · Kwelkan · Kwolyin · Lancelin · Lake Brown · Lake Grace · Lake King · Ledge Point · Manmanning · Marvel Loch · Meckering · Meenaar · Merredin · Miling · Minnivale · Mogumber · Mokine · Moodiarrup · Mooliabeenee · Moora · Moorine Rock · Moorumbine · Moulyinning · Mount Hardey · Mount Kokeby · Mount Walker · Muchea · Mukinbudin · Muntadgin · Nalya · Nangeenan · Narembeen · Narrogin · New Norcia · Newdegate · Nilgen · Nokaning · North Bannister · Northam · Nukarni · Nungarin · Pantapin · Piawaning · Piesseville · Pingaring · Pingelly · Pithara · Popanyinning · Quairading · Quindanning · Regans Ford · Seabird · Shackleton · Southern Cross · Spencers Brook · Tammin · Tincurrin · Toodyay · Trayning · Varley · Wagin · Walebing · Walgoolan · Wandering · Wannamal · Watheroo · Welbungin · West Dale · West Toodyay · Westonia · Wialki · Wickepin · Wilbinga · Williams · Wongan Hills · Woodridge · Wubin · Wundowie · Wyalkatchem · Yealering · Yelbeni · Yellowdine · Yilliminning · Yerecoin · York · Yorkrakine · Yornaning · Yoting · Youndegin